# Laricifomes officinalis
Laricifomes officinalis es una especie de hongo en el orden Polyporales. Causa podredumbre marrón del corazón en las coníferas. Se encuentra en Europa, Asia y América del Norte, así como en Marruecos. Se conoce comúnmente como agárico blanco. Se pensaba que la quinina le daba su sabor extremadamente amargo. Los análisis de ADN apoyan a L. officinalis como un sistema distinto del género Fomitopsis.

Los cuerpos fructíferos una vez se recogieron ampliamente para la producción de quinina medicinal, ya que se pensaba que podrían contenerlo, por el sabor amargo del polvo. Sin embargo, no contienen quinina y no tienen propiedades anti-malaria.
Los cuerpos fructíferos distintivos pueden ser grandes, de hasta dos metros de largo, en forma de pezuña o columnar. Son de color amarillo-blanco suave, cuando son jóvenes, convirtiéndose pronto en blanco y calcáreos. La decadencia es marrón, cúbicamente agrietado, con fieltros blancos gruesos en grandes grietas. El sabor de ambos cuerpos fructíferos y fieltros es amargo y distinto para esta especie. Los árboles infectados pueden ser hábitat de otras especies atraídas.

## Uso medicinal
Laricifomes officinalis fue utilizado por los antiguos griegos para tratar la tuberculosis, de acuerdo con los escritos de Dioscórides en 65 AD, y por algunos pueblos indígenas para tratar la viruela. La presencia de esta especie en los sitios de entierro puede indicar que su uso estuvo muy extendido.

## Conservación
Laricifomes officinalis solo se encuentra en los bosques primarios, y crece en las coníferas, especialmente de pino oregón (Pseudotsuga sp.) y de alerce (Larix sp.). La conservación de las poblaciones silvestres de L. officinalis es preocupante debido a la pérdida de hábitat de bosque antiguo. Debido a que es difícil mantener la integridad genética a largo plazo de las cepas cultivadas en laboratorio, es necesario preservar el hongo en la naturaleza.

## En la cultura
L. officinalis fue importante tanto medicinalmente como espiritualmente en los pueblos indígenas de la costa noroeste del Pacífico de América del Norte, como los Tlingit, Haida y Tsimshian. L. officinalis fue mencionado como el "pan de los fantasmas" en las lenguas locales, y cuerpos fructíferos tallados marcaron las tumbas de los chamanes tribales.